# Plovilo za protiminsko bojevanje
Plovila za protiminsko bojevanje so vojaška plovila, ki so namenjena za iskanje in uničevanje nastavljenih podvodnih min.
Ta plovila imajo posebej izoblikovan trup, ki mora biti dovolj slok/ozek in so zgrajena iz nemagnetnih snovi, ki preprečujejo sprožitev magnetnih podvodnih min.

## Delitev plovil za protiminsko bojevanje
- Minolovec
- Minoiskalec